# Cadfan ab Iago
Cadfan ab Iago (580? - 617 ou 625?) (en latin : Catamanus ; en anglais : Gideon) était un roi de Gwynedd et le fils de Iago ap Beli dont il prit la succession aux alentours de 615, peu après la bataille de Caer-Legion (aussi connue sous le nom de Chester) où le Gwynedd se fit battre par Æthelfrith de Bernicie. Pourtant, malgré ces succès militaires, Cadfan continua d'accueillir Edwin de Northumbrie, en qui Æthelfrith voyait une grande menace.
Cadfan est réputé pour avoir été un roi sage et juste, sachant faire régner la paix et l'ordre dans période où la Grande-Bretagne se faisait de plus en plus hostile. La pierre érigée à sa gloire à l'église de Llangadwaladr à Anglesey lui donne le titre de Catamanus rex sapientisimus opinatisimus omnium regum (soit : « Roi Cadfan, le plus sage et plus révéré de tous les rois »). Cadwallon épousa Afandreg Ddu, fille de Cynan Garwyn, roi de Powys. Son fils Cadwallon qui lui succéda.
Selon Geoffroy de Monmouth, dans l’Historia regum Britanniae, il fut l'un des derniers des rois légendaires de l'île de Bretagne.

## Source
- (en) Mike Ashley The Mammoth Book of British Kings & Queens Robinson (Londres 1998)   (ISBN 1841190969) « Cadfan ap Iago Gwynedd  c615 - c620 » p. 145.
- (en) Peter Bartrum, A Welsh classical dictionary: people in history and legend up to about A.D. 1000, Aberystwyth, National Library of Wales, 1993 (ISBN 9780907158738), p. 84-85 CADFAN ap IAGO. (565)
- (en) Ann Williams, Alfred P. Smyth, D P Kirby A Bibliographical Dictionary of Dark Age Britain (England, Scotland and Wales c.500-c.1050).  Seaby London (1991)  (ISBN 1 852640472), « Cadfan ap Iago  » p. 71.